# دوک اریکسون
دوک اریکسون (به انگلیسی: Duke Erikson) (زاده ۱۵ ژانویه ۱۹۵۱) ترانه سرا و نوازنده آمریکایی است.
او عضو گاربج است.